# Гусєльотов Борис Павлович
Бори́с Па́влович Гусєльо́тов (Гуселєтов) (11 листопада 1955, місто Сталінськ, тепер місто Новокузнецьк Кемеровської області, Російська Федерація) — російський і радянський діяч, науковець. Член ЦК КПРС у 1990—1991 роках. Кандидат технічних наук (1983), доктор політичних наук (2013).

## Життєпис
Народився в родині службовців. У 1977 році закінчив Уральський політехнічний інститут імені Кірова, в 1982 році закінчив аспірантуру.
У 1977—1986 роках — інженер, старший інженер, молодший науковий співробітник, секретар комітету комсомолу Уральського політехнічного інституту в місті Свердловську.
Член КПРС з 1986 по 1991 рік.
У 1986—1999 роках — доцент кафедри технічної механіки Свердловського інженерно-педагогічного інституту; проректор Уральської академії державної служби в місті Єкатеринбурзі.
У 1989—1990 роках брав участь у роботі «Демократичної платформи КПРС», в рамках якої входив до групи «Молоді комуністи».
У 1991—1994 роках був членом Народної партії «Вільна Росія», входив до президії партії і очолював свердловське регіональне відділення.
З 1992 року — президент асоціації «Школа демократичної культури» в місті Єкатеринбурзі. З 1994 року — політичний оглядач Свердловського телебачення.
У вересні 1994 року увійшов до секретаріату Об'єднаного демократичного центру. У 1995—1999 роках був членом Російського соціал-демократичного союзу.
З 2000 року був заступником голови Російської об'єднаної соціал-демократичної партії Михайла Горбачова. Після створення у 2001 році Соціал-демократичної партії Росії працював її політичним секретарем (2002—2004) та міжнародним секретарем (2004—2006). 
У 2004—2008 роках працював професором кафедри соціології та політології Російського державного торгово-економічного університету.
У 2007 протягом менш ніж пів року обіймав посаду заступника керівника апарату Народної партії з міжнародних питань. У 2007—2008 роках був радником з міжнародних питань голови партії «Справедлива Росія». З 2008 до 2015 року був керівником міжнародного управління апарату партії «Справедливої Росії».
З 2008 року — заступник керівника Центру лідерства Російського державного соціально-економічного університету. З вересня 2008 року — керівник Центру міжнародних проєктів та програм Інституту «Справедливий світ».
З 2014 року — провідний науковий співробітник Інституту Європи Російської академії наук.
У 2016 році вийшов із партії «Справедлива Росія» у зв'язку з незгодою з політикою її керівництва, спрямованою на відмову від соціал-демократичної ідентичності партії.
З 2020 року — керівник відділу політології, головний науковий співробітник Інституту соціально-політичних досліджень ФНІСЦ Російської академії наук.
Почесний професор Всекитайської Академії суспільних наук, професор університету Лутана. Співавтор монографії «Соціал-демократичні та соціалістичні партії в країнах СНД» (2011).